# Die Höhenluft – für Alle und Keinen
Die Höhenluft – für Alle und Keinen (englisch Pure Air of the Mountain: For All and None; französisch L’air de la montagne – pour tous et pour personne) ist eine deutsch-französisch-österreichische Avantgardesatire von Mika’ela Fisher.
Fishers erster Langspielfilm feierte seine Weltpremiere bei den 55. Internationale Hofer Filmtage; offizieller Kinostart in Deutschland war am
16. November 2023. In Frankreich erscheint der Film am 9. Oktober 2024.

## Handlung
Allegorie:
Angra und Spenta ersteigen einen Berg; ihre Ähnlichkeit ist verblüffend. Jeder ist von seiner Ideologie überzeugt und hält sie für die bessere. Trotz ihres provokanten Verhaltens sind beide durch eine sehr starke Beziehung vereint; der eine kann nicht ohne den anderen existieren.
Angra, von Langeweile getrieben, verwickelt Spenta in ein infames Spiel. Als sie einen Marathonlauf von einem der Berggipfel aus beobachten, zielt Angra auf die Läufer, wobei ihre  Wahl auf eine namenlose Frau fällt. Es entsteht ein Wettkampf; Gewinner jedoch gibt es keinen.

## Psychologie des Films
Angra Mainyu und Spenta Mainyu (stammen aus der zoroastrischen Theologie und charakterisieren den kosmogonischen Dualismus) – die gegensätzliche Charaktere aufweisen, lassen sich auf ein Wettspiel ein, bei dem sie aus der Masse eine identitätslose Person, die Namenlose X, ziehen. Diese Namenlose wird der Zielpunkt der beiden; und letztendlich sind die DREI (Trinität) nichts anderes als EINS, was bildlich durch die exakt gleiche Kleidung zum Ausdruck kommen soll. Man stellt sich den Menschen schließlich in drei Teile geteilt vor: die rechte Seite, die linke und die Mitte. Die Mitte ist das Zentrum, und verantwortlich für die Wahl des Weges.
Also sprach Zarathustra ist ein bemerkenswertes Werk von Friedrich Nietzsche; Texte daraus begleiten die Handlungen zum Film, kommentiert durch einen Beobachter.

## Hintergrund
Da oben auf dem Berg … Die Götter langweilen sich, die Götter sind amüsiert.
Wie zwei Seiten derselben Medaille beobachten Angra und Spenta, wie sich die Menschen unten bewegen. Die unzertrennlichen Zwillinge ziehen die Fäden dieser armen Marionetten, die zwischen Gut und Böse hin- und hergerissen sind. „Die Höhenluft – für Alle und Keinen“ ist ein kurioser Film, der unseren freien Willen in Frage stellt. Mit zynischem Humor wirft der Film einen kompromisslosen Blick auf die Frauen und Männer, die Spielball der Götter sind.
Da oben auf dem Berg. Die Götter langweilen sich, die Götter sind amüsiert. Aber wer sind unsere Götter?

## Rezeption
Auf Programmkino.de schreibt der Rezensent:

„Der Zuschauer muss sich voll auf das Geschehen einlassen und bereit sein, hinter die Fassade zu blicken. Dann wird er mit einem Film belohnt, der allerlei Überraschungen und, trotz der reduzierten Story, unerwartete Wendungen sowie ausgefallene Regieeinfälle bereithält. Dazu zählen abrupte Gesangseinlagen ebenso wie ein plötzlicher kleiner Exkurs in die Welt der Butterproduktion und die traditionelle, ländliche Molkerei. Manch einer mag diese Abfolge von Szenen als zusammenhanglos und wirr bezeichnen. Man kann darin aber gleichermaßen Fishers Mut zur Leerstelle und eine originelle, kompromisslose Sprunghaftigkeit sehen, die gängigen Sehgewohnheiten zuwiderläuft. Und gerade deshalb so neu und frisch erscheint.“

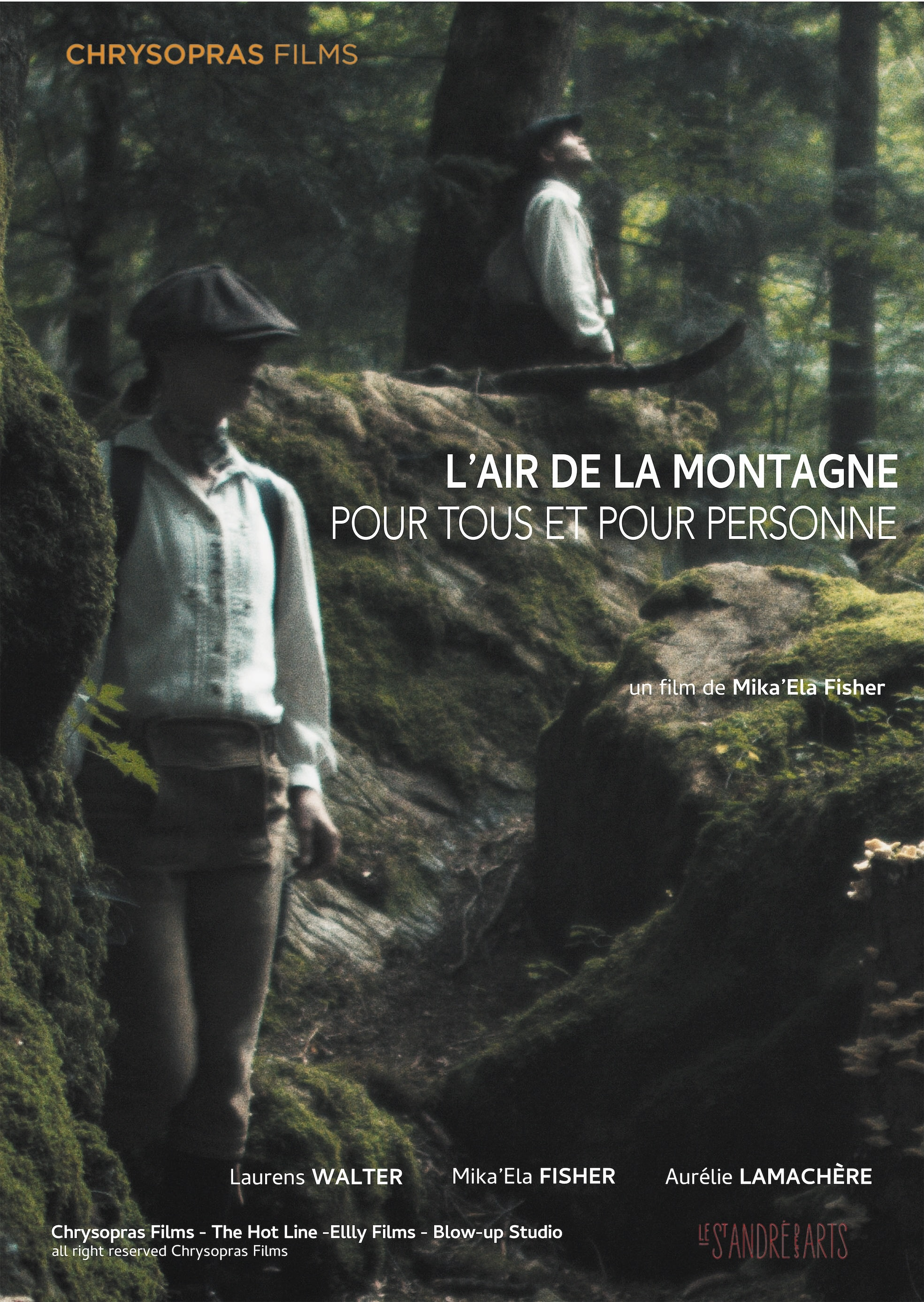
Film Poster Die Höhenluft – für Alle und Keinen theatrical release France

Auf Kino-Zeit.de schreibt der Rezensent:

„Höhenluft ist gewiss ein überaus abstrakter, sperriger Film, der zahlreiche Interpretationsmöglichkeiten durch literarische Bezüge und Andeutungen auslegt. Nicht unbedingt ein Film ‚für alle‘, allerdings auch nicht ‚für keinen‘ – sondern für jene, die sich darauf einlassen wollen, in eine Welt einzutauchen, die voller Diskrepanzen ist: Schönheit und Bedrohung, Kälte und Leidenschaft. Eine Welt, in der die Dinge uneindeutig sind – auch wenn ihnen Namen gegeben werden, um eine Illusion von Ordnung zu erzeugen.“

Auf Spielfilm.de schreibt der Rezensent:

„‚Die Höhenluft – für Alle und Keinen‘: 2 + 1 = ?
-Bewusste Uneindeutigkeit
-Eine ungewöhnliche Dreiecksbeziehung

Fazit: Ein reizvolles Filmexperiment mit tollen (Landschafts-)Bildern, einem wuchtigen Score und vielen Anspielungen.“

Auf BGLand.de schreibt der Rezensent:

„Anspruchsvolle Kunst statt Popcorn-Kino, Nietzsche-Prosa statt stumpfe Dialoge, Nachdenken statt Berieseln lassen: 
Die Filmpremiere von ‚Die Höhenluft - für Alle und Keinen‘ am Dienstagabend im Berchtesgadener Kino ließ die Köpfe der Besucher rauchen.“

Auf Jeune Cinéma schreibt der Rezensent (übersetzt aus dem Französischen):

„Die Regisseurin spielt mit den Teilen eines Puzzles. Sie lässt mehrere mögliche Interpretationen anklingen, um sie dann in einer einzigen Bewegung abzuschließen. Das kann den Zuschauer verwirren. Bis hin zur Irritation.
Der Film ist zwar stellenweise sibyllinisch, bleibt aber narrativ und repräsentativ. Die Strenge einer Inszenierung, die gerne mit Ironie, Distanz, Mystifizierung und der Vermischung von Genres - filmischen und sexuellen - arbeitet, die Schönheit der Aufnahmen von Sylvain Garnier-Goutard und die hervorragende schauspielerische Leistung machen diese Alpfahrt zu einem Genuss. Für alle und für niemanden.“

## Produktion
Die Dreharbeiten zum Film fanden in der Gegend um Berchtesgaden, Bad Reichenhall und Ruhpolding statt. Einige Szenen entstanden in Österreich am Attersee.
Manche Drehorte wie die Schellenberger Eishöhle konnten nur durch einen mehrstündigen Fußmarsch erreicht werden.

## Veröffentlichung
- Internationale Hofer Filmtage 2021[11][12]
- Nomination Special Prize of the City of Hof[13][14]
- Biennale di Firenze 2025[15] Nomination Art Film Award[16]